# Rommele kyrka
Rommele kyrka är en kyrkobyggnad som ligger sydost om Sjuntorp i den södra delen av Trollhättans kommun. Den tillhör Rommele församling i Skara stift.

## Kyrkobyggnad
Kyrkan uppfördes 1707 och är den tredje på platsen. Den första byggdes troligen under 1100-talet. 
Byggnaden är tornlös och har en tidstypisk salkyrkoplan med tresidigt avslutat kor. År 1860 förlängdes långhuset åt väster. Sakristian ligger i norr och vapenhuset i väster och med ingång genom detta. Takfallen täcks av tegel. En vimpel med årtalet 1768 över långhusets västra spets. Elektrisk belysning installerades 1923 och värmeledning 1941. Under golvet i koret finns tre gravrum med ett tjugotal kistor där två kyrkoherdar och medlemmar ur släkten Liljebjelke är begravda.
Takmålningen med himlar och bibliska scener, liksom läktarbröstningens apostlabilder, utfördes 1746 av Ditlof Ross. År 1890 insattes ny öppen bänkinredning och läktarbröstningen, predikstolen, altaruppsatsen och dopfunten fick en ny färdsättning i vitt. År 1948 genomfördes en omfattande renovering i syfte att återställa den barockkaraktär som fanns invändigt före 1890 års renovering. År 1994 konserverades och framtogs ursprunglig bemålning på läktarbröstet, predikstolen med ljudtak, altaruppsatsen och dopfunten.
Den öppna klockstapeln i rödfärgat trä tillkom 1774.

## Inventarier
- Dopfunten är i trä och från 1714.
- Predikstol från 1716.
- Altaruppsats från 1718.
- I kyrkan finns också en snidad träfigur från 1400-talet av en katolsk biskop, okänt vem.
- På väggen inne i kyrkan hänger två tavlor som visar namnen på de präster som verkat i kyrkan.

### Orglar
- Den första orgeln byggdes 1828 av Mårten Bernhard Söderling. År 1935 togs dess innerverk ned och skänktes till Flundrebygdens hembygdsförening och 1949 sattes väderlådan, pipverket, mekaniken och bälgverket provisoriskt upp i Flundre hembygdsgård. Föreningen överlät 1994 instrumentet till Göteborgs universitet.
- En orgel byggd av Hammarbergs Orgelbyggeri AB installerades 1935.
- Nuvarande orgel har ett verk byggt 1974 av Mårtenssons orgelfabrik bakom Söderlings ljudande fasad från 1828. Instrumentet har åtta stämmor fördelade på manual och pedal.[1]

## Bilder

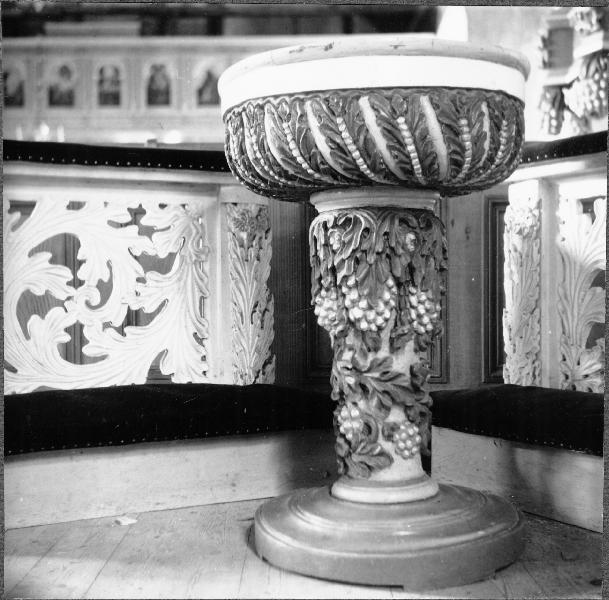
Dopfunten.
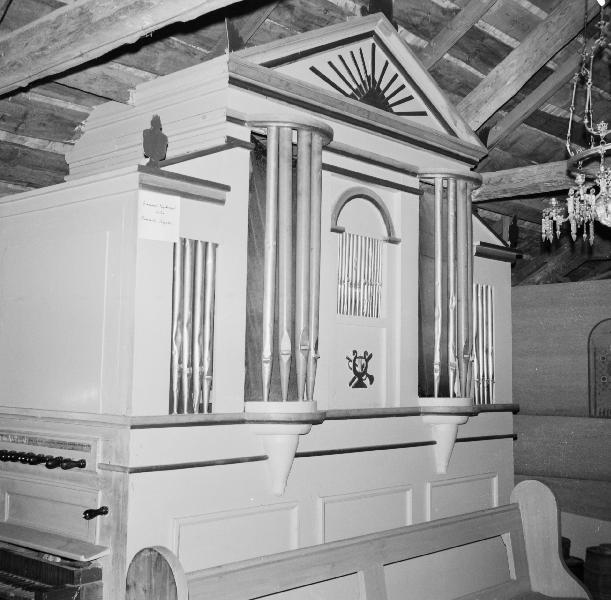
Orgelfasaden från 1828.
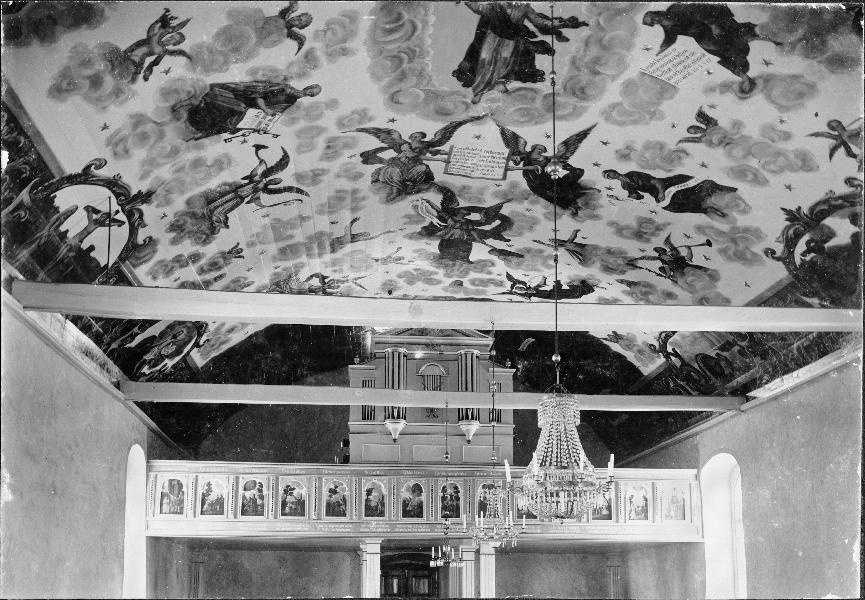
Ross dekorationsmålningar.
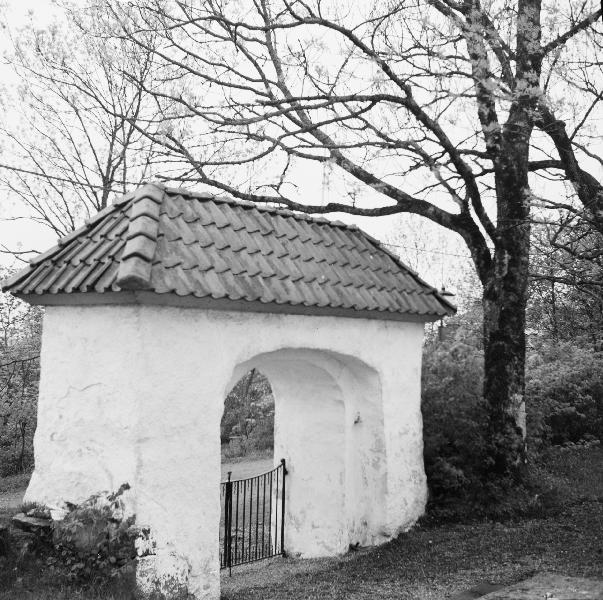
Stigluckan.
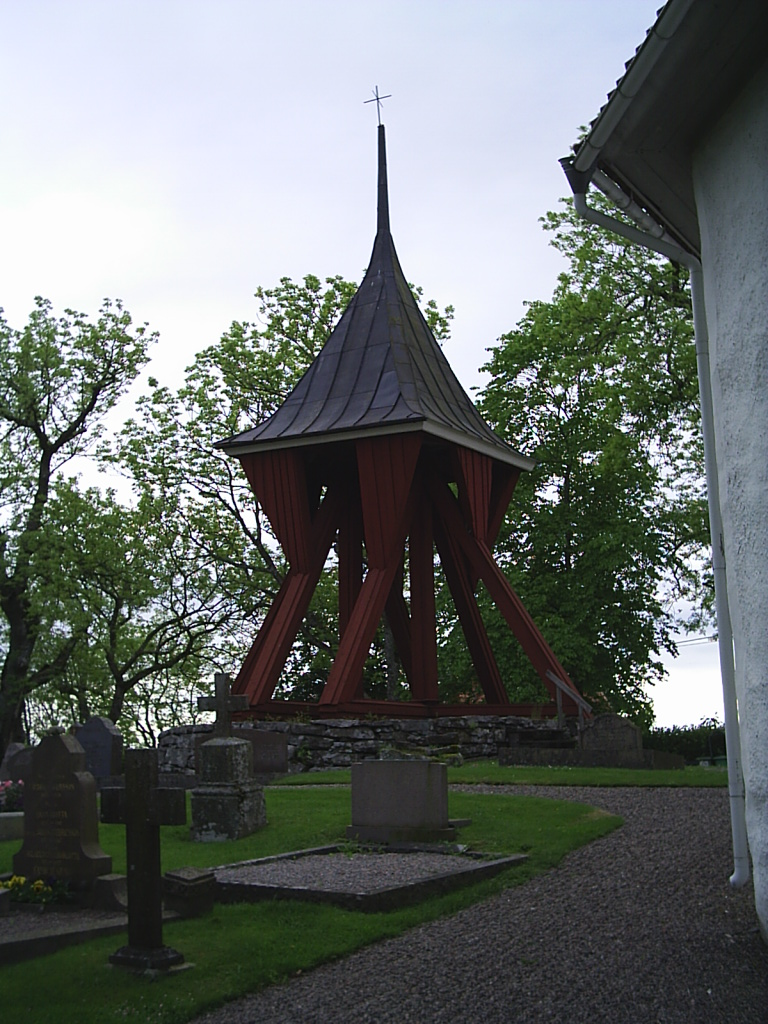
Klockstapeln.